# Rebecca Vaughan
Rebecca Vaughan († 1658 in Wapping/London) war eine Alchemistin und Ehefrau des walisischen Alchemisten und Mystikers Thomas Vaughan.
Rebecca Vaughan stammte aus dem Ort Meppershall in Bedfordshire und war das Jüngste von elf Kindern des dortigen Geistlichen (Rektor) Timothy Archer (1597–1672) und heiratete 1651 den Alchemisten Thomas Vaughan. Wie Vaughan selbst war sie wie auch ihr Vater und ihre Familie Anhängerin der Royalisten im englischen Bürgerkrieg (ihr Vater wurde deshalb enteignet und 18 Jahre im Fleet-Gefängnis inhaftiert). Die Familie war mittellos, wie aus einem Brief von George Starkey an Robert Boyle hervorgeht, wonach Vaughan die Tochter eines Klerikers ohne Vermögen heiratete. Gemeinsam betrieb das Ehepaar alchemistische Studien, wie Thomas Vaughan in einem Notizbuch nach Rebeccas Tod notierte. Die einzigen Belege für ihre alchemistische Tätigkeit stammt aus dem Schriften ihres Mannes. Das Tage- bzw. Laborbuch ihrer Experimente wurde im 19. Jahrhundert von Arthur Edward Waite entdeckt. Waite veröffentlichte aus dem Manuskript 1888 auch die von Thomas Vaughan stammenden biographische Angaben, so zum Ableben von Rebecca Vaughan am 17. April (alter Zeitrechnung) und ihrer Heirat 1651. Sie wurde in Meppershall begraben. Das vollständige alchemistische Manuskript aus der British Library (Handschrift Sloane 1714) wurde von Donald Dickson veröffentlicht.
Eine andere zeitgenössische frühe Alchemistin bzw. Chemikerin aus ihrem Umfeld war die Mutter von Thomas Henshaw, mit dem Thomas Vaughan engen Kontakt in London hatte. Rebecca Vaughan lebte mit ihrem Mann im Haus von Henshaw in Kensington, der damals einen Kreis von Alchemisten und Rosenkreuzern in seinem Haus versammelte unter dem Namen einer christlichen gelehrten Gesellschaft. Sie gehörten zum Umkreis von Samuel Hartlib.